# Raphael Guzzo
Raphael Gregório Guzzo, dit Raphael Guzzo, né le 6 janvier 1995 à São Paulo au Brésil, est un footballeur brésilo-portugais. Il évolue au poste de milieu de terrain au GD Chaves.

## Carrière

### En club
Raphael Guzzo est prêté au GD Chaves pour la saison 2014-2015. Il est de nouveau prêté la saison suivante au CD Tondela.

### En équipe nationale
Avec les moins de 19 ans, il participe au championnat d'Europe des moins de 19 ans 2014 organisé en Hongrie. Lors de cette compétition, il joue cinq matchs, délivrant deux passes décisives contre la Hongrie. Le Portugal atteint la finale du tournoi, en étant battu par l'Allemagne.
Il dispute ensuite avec les moins de 20 ans la Coupe du monde des moins de 20 ans 2015 organisée en Nouvelle-Zélande. Lors du mondial junior, il joue quatre matchs, et inscrit un but contre la Nouvelle-Zélande. Le Portugal atteint les quarts de finale du tournoi, en étant battu par le Brésil.

## Statistiques
| Saison                | Club                  | Championnat           | Championnat | Championnat | Coupe nationale | Coupe nationale | Coupe de la Ligue | Coupe de la Ligue | Total | Total |
| Saison                | Club                  | Division              | M.          | B.          | M.              | B.              | M.                | B.                | M.    | B.    |
| 2012-2013             | Benfica Lisbonne B    | Segunda Liga          | 13          | 1           | -               | -               | -                 | -                 | 13    | 1     |
| 2013-2014             | Benfica Lisbonne B    | Segunda Liga          | -           | -           | -               | -               | -                 | -                 | 0     | 0     |
| 2014-2015             | GD Chaves (prêt)      | Segunda Liga          | 33          | 7           | 3               | 1               | 1                 | 0                 | 37    | 8     |
| 2015-2016             | CD Tondela (prêt)     | Liga NOS              | 16          | 0           | 1               | 0               | -                 | -                 | 17    | 0     |
| 2015-2016             | Benfica Lisbonne B    | Segunda Liga          | 10          | 2           | -               | -               | -                 | -                 | 10    | 2     |
| Sous-total            | Sous-total            | Sous-total            | 72          | 10          | 4               | 1               | 1                 | 0                 | 77    | 11    |
| 2016-2017             | Reus Deportiu         | LaLiga 2              | 17          | 0           | 1               | 0               | -                 | -                 | 18    | 0     |
| 2017-2018             | Reus Deportiu         | LaLiga 2              | 9           | 0           | -               | -               | -                 | -                 | 9     | 0     |
| 2018-2019             | FC Famalicão (prêt)   | Ledman LigaPro        | 8           | 0           | 1               | 0               | -                 | -                 | 9     | 0     |
| Sous-total            | Sous-total            | Sous-total            | 34          | 0           | 2               | 0               | -                 | -                 | 36    | 0     |
| Total sur la carrière | Total sur la carrière | Total sur la carrière | 106         | 10          | 6               | 1               | 1                 | 0                 | 113   | 11    |

## Palmarès
Il est finaliste du championnat d'Europe des moins de 19 ans 2014 avec le Portugal.